# Театр на Чайній
Театральна лабораторія «Театр на Чайній» заснована в Одесі випускниками Одеського театрального ліцею з ініціативи Олександра Онищенка, який є директором та художнім керівником театру.
На IX фестивалі недержавних театрів «Курбалесія 2011» у Харкові Театр на Чайній отримав приз "За кращий акторський ансамбль та високу акторську культуру в спектаклі. Театр гастролював у Сімферополі, Дніпрі та Києві.
Сім з половиною років від початку своєї діяльності «Театр на Чайній» знаходився в будівлі старої фабрики з розфасування чаю на вул. Карантинній. У листопаді 2017 року театр переїхав до приміщення, що розташоване в Палаці студентів на вул. Маразліївській.

## Репертуар
- 2010, 6 квітня — «За склом» за однойменною п'єсою С. Носова; реж. Олександр Онищенко[6]
- 2014, 15 травня — «Маленький Донні, який переміг морок» за п'єсою «Ці вільні метелики»[en] Леонарда Герша[en]; реж. Олександр Онищенко[7]
- 2019, 17 лютого — «Із Днем Народження, синку!» Фернандо Аррабаля; реж. Владислав Костика
- 2019, 10 березня — «Вартувало?!» (рос. Стоило?!) Анни Мильошиної; реж. Юрій Невгамонний
- 2019, 17 травня — «ХХ. Семейная хроніка» за мотивами п'єси Ельжбети Хованець; реж. Юрій Невгамонний
- 2019, 25 жовтня — «MOllY. На межі реальності та фантазії» за п'єсою «Моллі Суіні» Брайна Фріла; реж. Юлія Амелькіна
- 2019, 19 грудня — «Прокинутися у Бірмінгемі» за мотивами п'єси «Кухонний ліфт» Гарольда Пінтера; реж. Олександр Онищенко
- 2020, 10 січня — «Двоє» за мотивами п'єси «Двоє на гойдалці» Вільяма Гібсона; реж. Юрій Невгамонний
- «Друкарки» за п'єсою  Мюррей Шізгал
- «Ave Марія Іванівна» за однойменною п'єсою Д. Калініна
- «Поза зоною доступу…» за п'єсою І. Настасійчук, Я. Крилової
- «Взагалі кажучи» за мотивами роману Харукі Муракамі «Слухай пісню вітру»
- «Люди, звірі та … банани» за однойменною п'єсою А. Соколової
- «Триптих» Луїс Борхес, Т. Вільямс, Г. Г. Маркес
- «Двоє на гойдалках» за однойменною п'єсою  Вільяма Гібсона
- «Історія однієї босоніжки» за п'єсою Ірини Настасійчук «Вільний танець або історія однієї босоніжки»
- «Сон смішної людини» за однойменною повістю Федора Достоєвського
- «Прекрасное воскресенье для …» за п'єсою Теннессі Вільямса «Прекрасне неділю для пікніка»
- «Якби акули стали людьми» за п'єсами Бертольда Брехта «Дружина-єврейка» і «Шпигун»
- «Свята сімейка» за мотивами роману Роджера Желязни «9 принців Амбера»
- «За зачиненими дверима» за п'єсою Жана-Поля Сартра
- «Що трапилося в зоопарку?» За п'єсою Едварда Олбі «The Zoo Story»

## Актори
- Олександр Оніщенко
- Олександр Бойко
- Владислав Костика
- Ірина Костирко
- Валерія Задумкіна
- Тетяна Параскева
- Руслана Руда
- Ольга Салтикова
- Денис Фалюта
- Марія Кабакчей
- Данило Савченко
- з.а. України Юрій Невгамонний
- Ольга Білоконь
- Анна Мільошина
- Євген Резниченко
- Олег Шевчук
- Олена Юзвак
- Євгенія Єсьман
- Олег Сімоненко
- Олег Фендюра
- Володимир Ангел
- Вікторія Хоменко
- Віталій Зеленков

## Режисери
- Владислав Костика
- Олена Кутіна
- Юрій Невгамонний
- Олександр Онищенко
- Євген Резниченко
- Олег Шевчук

## Фестивалі
- 2011 IX фестиваль недержавних театрів «Курбалесія 2011»[8] — Харків, 21-28 жовтня 2011 р
- 2012 Фестиваль малих театральних форм «Zакритий покаZ» — Севастополь, 16-22 червня 2012 р
- 2012 II Відкритий театральний фестиваль «YELLOW-FEST»[9] — Київська область, 8-11 листопада 2012 р
- 2013 XXI Міжнародний фестиваль молодіжних театрів «Рампа — 2013»[10] — Днепр, 22-27 квітня 2013 р
- 2013 II Всеукраїнський відкритий молодіжний театральний фестиваль «ArtEast-2013»[11] — Луганськ, 14-17 листопада 2013 р Гран-прі в категорії «Професіонали».